# Aeroportul Internațional Victoria
Aeroportul Internațional Victoria (IATA: YYJ, ICAO: CYYJ) este un aeroport din Columbia Britanică, Canada ce deservește zona Victoria. Aeroportul a fost tranzitat în 2023 de 1.740.107 pasageri. A fost deschis în 1914 și numit după zona deservită.
Situat la o altitudine de 19 m, aeroportul dispune de 1 pistă. Este operat de Transport Canada⁠(d).

## Infrastructură

### Piste
Aeroportul dispune de o singură pistă. Pista 09/27 are suprafața de asfalt și dimensiunile 2.133 m × 58 m. 